# Carinafolium
Carinafolium là một chi rêu trong họ Calymperaceae.